# Lijst van oorlogsmonumenten in Oostzaan
De Nederlandse gemeente Oostzaan heeft 1 oorlogsmonument. Hieronder een overzicht.
| Nr.  | Object                  | Herdachte groep            | Ontwerper                | Onthulling       | Type            | Locatie                      | Plaats   | Coördinaten                   | Foto            |
| ---- | ----------------------- | -------------------------- | ------------------------ | ---------------- | --------------- | ---------------------------- | -------- | ----------------------------- | --------------- |
| 1029 | Verzetsmonument         | algemeen, verzet Nederland | Roel Bendijk             | 4 mei 1978       | beeld/sculptuur | Kerkplein                    | Oostzaan | 52° 26' 26" NB, 4° 52' 35" OL | Verzetsmonument |
| 3788 | Hannie Schaft plaquette | verzet Nederland           | Truus Menger-Oversteegen | 11 november 1989 | plaquette       | Hannie Schaftplein/Kerkbuurt | Oostzaan | 52° 26' 29" NB, 4° 52' 30" OL |                 |

Aalsmeer ·
Alkmaar ·
Amstelveen ·
Amsterdam ·
Bergen ·
Beverwijk ·
Blaricum ·
Bloemendaal ·
Castricum ·
Den Helder ·
Diemen ·
Dijk en Waard ·
Drechterland ·
Edam-Volendam ·
Enkhuizen ·
Gooise Meren ·
Haarlem ·
Haarlemmermeer ·
Heemskerk ·
Heemstede ·
Heiloo ·
Hilversum ·
Hollands Kroon ·
Hoorn ·
Huizen ·
Koggenland ·
Landsmeer ·
Laren ·
Medemblik ·
Oostzaan ·
Opmeer ·
Ouder-Amstel ·
Purmerend ·
Schagen ·
Stede Broec ·
Texel ·
Uitgeest ·
Uithoorn ·
Velsen ·
Waterland ·
Weesp ·
Wijdemeren ·
Wormerland ·
Zaanstad ·
Zandvoort